# 尖沙咀街市
尖沙咀街市（英語：Tsim Sha Tsui Market，又稱為九龍街市）是香港九龍油尖旺區尖沙咀的一座已拆卸的街市，原位於北京道1號。尖沙咀街市於1911年建成，建築物於1999年拆卸，2004年重建成商業大廈北京道1號。

## 歷史
1908年，香港政府與工程公司簽訂合約興建尖沙咀街市，但要等到鐵結構於1910年運抵香港才復工興建。有工程師發現有鋼筋混凝土不合格，承建商與政府把爭議訴諸法庭解決，政府勝訴，承建商需拆除頂蓬重建。工務司漆咸於1912年成立調查委員會調查事件。
尖沙咀街市於1911年建成，1978年，街市內外檔戶遷往海防道臨時街市，沿用至今。而位於尖沙咀火車站旁邊、1927年建成的尖沙咀郵政局拆卸後遷到該處，1983年，尖沙咀郵政局遷到國際電信大廈地下，原址改作警察招募中心及其後的商場。其所在地於1998年4月22日由旭日集團以12億4,000萬元投得，有88年歷史的建築物於1999年拆卸重建成為辦公室大廈。

## 建築特色
尖沙咀街市是一座紅磚建築。位於北京道西面的主建築樓高兩層，正門入口二樓有三組巨大的窗戶，屋頂有一個閣樓，由西至東建有一個半八角型的栱頂。主建築旁邊原為戰前唐樓，拆卸後改建成街市的單層建築，主建築連接單層建築之間有一個立體三角型玻璃頂結構。相同時期的建築物有香港中華基督教青年會必列者士街會所。